# استیون ویتنی (کشتی)
استیون ویتنی (کشتی) (به انگلیسی: Stephen Whitney (ship)) یک کشتی بود.